# Katrine Falkenberg
Katrine Falkenberg (født 15. maj 1975) er en dansk skuespiller og sanger.
Falkenberg er student fra Århus Katedralskole i 1995 og uddannet i musikteater fra Royal Academy of Music, London i 2003. Hun har bl.a. haft roller ved Fredericia Teater (bl.a. Sandy i Grease), Folketeatret, Musikhuset Aarhus samt i Glassalen i Tivoli, hvor hun hvert år siden 2006 har medvirket i Crazy Christmas Cabaret.  Derudover har hun medvirket i flere spillefilm, ligesom hun har fungeret som reklamespeaker bl.a. for Suzuki.
I 2007 deltog hun i Dansk Melodi Grand Prix med sangen "It's a Beautiful Day", som endte på en samlet fjerdeplads.
Falkenberg har sammen med Thomas Magnussen indtalt stemmerne i udkaldene i metroen i København siden 2019.

## Filmografi

### Film
| År        | Titel                              | Rolle          | Noter    |
| --------- | ---------------------------------- | -------------- | -------- |
| 2000      | Dancer in the Dark                 | Suzan / danser |          |
| 2001      | Hjerternes fest                    | Karoline       | Kortfilm |
| 2002      | Tarzan og Jane: Legenden om Tarzan | Greenly        | Stemme   |
| 2003      | Blank                              |                | Kortfilm |
| 2006      | Cashback                           |                |          |
| 2008      | Gaven                              |                |          |
| 2011      | Orla Frøsnapper                    | Clara          | Stemme   |
| 2012-2016 | Lego Friends                       | Andrea         | stemme   |
| 2013      | Monster High Scaris Frygtens By    | Rochelle Goyle | Stemme   |
| 2015      | Monster High Kun For Spøgelser     | Rochelle Goyle | Stemme   |
| 2017      | Skønheden og udyret                | Plumette       | Stemme   |
| 2018      | Gåsen på måsen                     |                | Stemme   |

### TV-serier
| År    | Titel                       | Rolle                                       | Noter  |
| ----- | --------------------------- | ------------------------------------------- | ------ |
| 2001  | Kongeriget                  |                                             |        |
| 2011- | Gumballs fantastiske verden | Jessica McDonald og diverse roller (stemme) |        |
| 2013  | Yo, min ven er et Spøgelse  |                                             | Stemme |

## Diskografi
- Egtved Pigen (med Stig Rossen) (1999)
- A Little Invitation (2007)
- I de små timer (2017)